# John Michael Miller
John Michael Miller (Ottawa, 9 luglio 1946) è un arcivescovo cattolico canadese naturalizzato statunitense, dal 25 febbraio 2025 arcivescovo emerito e amministratore apostolico di Vancouver.

## Biografia
John Michael Miller è nato a Ottawa il 9 luglio 1946.

### Formazione e ministero sacerdotale
Nel 1966 è entrato nella Congregazione di San Basilio che ha come scopo principale l'educazione dei giovani. È stato ordinato presbitero il 29 giugno 1975 da papa Paolo VI. Nel 1969 ha conseguito il Bachelor of Arts presso all'Università di Toronto e, nel 1974, la laurea in teologia all'University of St. Michael's College. Presso la Pontificia Università Gregoriana di Roma, nel 1976 ha conseguito la licenza in teologia dogmatica e, nel 1979, il dottorato in teologia. Nel 1972 per un anno ha insegnato in un corso di scienze politiche agli studenti del liceo San Giuseppe di Ottawa. Dal 1979 al 1987 è stato docente di teologia dogmatica all'Università San Tommaso di Houston. Nel 1987 è diventato vicepresidente dell'ateneo. Nel 1992 è entrato nella Segreteria di Stato della Santa Sede come addetto. Nel 1997 è tornato in Texas come presidente dell'Università San Tommaso. Il 28 marzo 2003 ha ottenuto la cittadinanza statunitense.

### Ministero episcopale
Il 25 novembre 2003 è stato nominato arcivescovo titolare di Vertara e segretario della Congregazione per l'educazione cattolica. Ha ricevuto l'ordinazione episcopale il 12 gennaio successivo dal cardinale Zenon Grocholewski, prefetto del dicastero, coconsacranti il vescovo di Galveston-Houston Joseph Anthony Fiorenza e quello di London Ronald Peter Fabbro.
Il 1º giugno 2007 papa Benedetto XVI lo ha nominato arcivescovo coadiutore di Vancouver, sede a cui è succeduto il 2 gennaio 2009.
Fin dal suo arrivo a Vancouver, ha implementato l'apostolato dell'educazione cattolica per insegnanti, ha istituito un ufficio di primo ministero, ha aperto un ufficio di comunicazione ufficiale e supervisionato il lancio del nuovo sito web della diocesi. Ha anche iniziato il primo programma di diaconato permanente nell'arcidiocesi e, nell'autunno del 2011, ha aperto un ufficio di sviluppo arcidiocesano che sovrintende al progetto Advance e sviluppa un piano globale per implementare nuove attività di raccolta fondi.
Ha fatto parte del comitato di tre vescovi nominato dalla Congregazione per la dottrina della fede, in preparazione dell'ordinariato personale in America settentrionale.
È stato anche vicepresidente della Pontificia opera delle vocazioni sacerdotali, membro del Pontificio consiglio della pastorale per i migranti e gli itineranti (2004-2008) e del Pontificio comitato per i congressi eucaristici internazionali e consultore della Congregazione per i vescovi (2004-2007).
Il 25 febbraio 2025 papa Francesco ha accolto la sua rinuncia, presentata per raggiunti limiti di età, al governo pastorale dell'arcidiocesi di Vancouver; gli è succeduto Richard William Smith, fino ad allora arcivescovo metropolita di Edmonton.
Ha pubblicato sette libri e più di cento articoli. Conosce l'inglese, il francese, l'italiano e lo spagnolo. Legge il latino e il tedesco.

## Genealogia episcopale e successione apostolica
La genealogia episcopale è:
- Cardinale Scipione Rebiba
- Cardinale Giulio Antonio Santori
- Cardinale Girolamo Bernerio, O.P.
- Arcivescovo Galeazzo Sanvitale
- Cardinale Ludovico Ludovisi
- Cardinale Luigi Caetani
- Cardinale Ulderico Carpegna
- Cardinale Paluzzo Paluzzi Altieri degli Albertoni
- Papa Benedetto XIII
- Papa Benedetto XIV
- Papa Clemente XIII
- Cardinale Enrico Benedetto Stuart
- Papa Leone XII
- Cardinale Chiarissimo Falconieri Mellini
- Cardinale Camillo Di Pietro
- Cardinale Mieczysław Halka Ledóchowski
- Cardinale Jan Maurycy Paweł Puzyna de Kosielsko
- Arcivescovo Józef Bilczewski
- Arcivescovo Bolesław Twardowski
- Arcivescovo Eugeniusz Baziak
- Papa Giovanni Paolo II
- Cardinale Zenon Grocholewski
- Arcivescovo John Michael Miller

La successione apostolica è:
- Vescovo Stephen Arthur Jensen (2013)
- Vescovo Joseph Phuong Nguyen (2016)